# Selores
Selores es una localidad del municipio de Cabuérniga, Cantabria (España). 
Está situado en un valle estrecho, a 2 kilómetros de la capital del municipio, Valle, a 250 metros de altitud y su población es de 74 habitantes. Está atravesado por el río Saja, que limita el pueblo por la parte este.
Cuenta con cuatro barrios: La Mahílla, La Bolera, La Curraliega y La Fuente. Celebra la festividad de San Vicente el día 1 de septiembre.
En el pasado hubo emigración desde este pueblo hacia Andalucía y América.
En la subida al pueblo de Selores, por el camino a Zarceillo, existe un mirador.

## Patrimonio
Destaca la casona de los Cabeza, también conocida como Mayorazgo de la Fuente, de finales del siglo XVII. La iglesia parroquial es de 1910; cerca de ella hay un humilladero de 1786. 
- Datos: Q6124387